# سقوط بابل

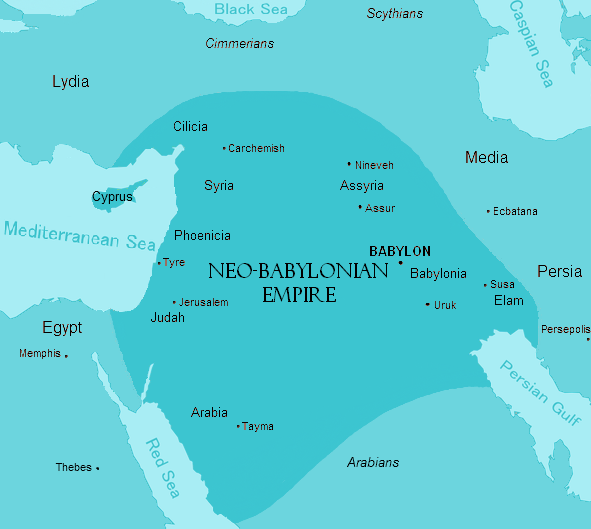
وسعت امپراتوری بابل نو

سقوط بابل اشاره به پایان موجودیت بابل به عنوان یک امپراتوری مستقل و قدرتمند در اثر حمله نیروهای شاهنشاهی ایران هخامنشی در سال ۵۳۹ قبل میلاد دارد.  
نبونعید (Nabû-na'id)، پسر یک کاهن بانو آشوری به نام آداد گوپی در سال ۵۵۶ پیش از میلاد با برکناری شاه جوان، لاباشی مردوک، به عنوان شاه جدید بابل برتخت نشست. در دوران نبونعید، این شاه پسر خود بلشاطر را به عنوان ولیعهد خود برگزیده بود و قدرت واقعی را به او سپرده بود. بلشاطر، درحالی که جنگاور بزرگی بود، اما در سیاست چندان مهارتی نداشت و به همین دلیل، منجر به این شد که نبونعید به شخصیت منفوری در بابل تبدیل شود، به خصوص در میان کاهن ها و طبقه نظامی امپراتوری. در همین زمان، شاهنشاهی هخامنشی تحت رهبری کوروش بزرگ درحال اوج گیری بود و در سال ۵۳۹ پیش از میلاد، به بابل حمله کرد. کوروش پس از اینکه بدون جنگ وارد بابل شد، آن را به ساتراپی جدیدی تبدیل کرد و خود را نیز جانشین شاهان باستانی بابل خواند. اینگونه که پیداست، برخلاف نبونعید، کوروش بزرگ در میان بابلیان به شخصیت محبوبی تبدیل می‌شود.